# David Fralick
David 'Shark' Fralick (°16 oktober 1962 in Coral Gables, Florida) is een Amerikaanse acteur. 
Hij speelde in vele films mee waaronder Gone in sixty seconds met Nicolas Cage en Desert Heat met Jean-Claude Van Damme.
In 1995 ging hij bij de cast van soap The Young and the Restless als bad boy Larry Warton, hij bleef tot 1996 en keerde in 1999 terug als los personage, van 2001 tot december 2003 kreeg hij een contract maar sinds 2004 is hij slechts enkele keren per jaar te zien op het scherm.